# New Market, Alabama
New Market je cenzusno določen kraj, ki se nahaja v okrožju Madison v ameriški zvezni državi Alabama.
Leta 2000 je naselje imelo 1.864 prebivalcev na 44,5 km².